# 통신체
통신체(通信體)는 컴퓨터를 통해 발달한 한국어의 독특한 문체와 그 형태를 의미한다.

## 통신체의 역사
1980년대 말에서 2000년대~2000년대 말까지 PC통신이 널리 쓰이던 때에는 자판을 한 번 치는 시간도 전화요금으로 청구되었다. 그래서, 시간과 돈, 노력을 절약하는 수단으로 통신체가 각광받으며 널리 퍼졌다. 당시 유행하던 '통신체'로는, '어솨요(어서오세요), 리하이(리하)(다시 만나서 반갑습니다), ^_^/^-^(재미있네요)', '방가방가(반가워요, 반가워요)'등이 있었다.
그 이후, 리니지 등의 게임이나, 디시인사이드같은 유저포탈의 생성으로 즐, 원츄, 아햏햏, 뷁 등의 새로운 단어가 생겨났다.
정액제 초고속 인터넷이 보급되고 요금 걱정이 상대적으로 줄어들면서, 거꾸로 시간과 노력을 들여 자신의 글자를 꾸미기 시작하여 외계어가 생겨났다.

## 종류
문화관광부 연구보고서인 “바람직한 통신 언어 확립을 위한 기초 연구”에 따르면, 통신 언어는 다음과 같이 분류된다.
- 운영자 언어: 사이트 등의 운영자들이 공지글 등에서 쓰는 언어.
- 게시판 언어: 인터넷·통신 이용자들이 게시글에서 쓰는 언어.
- 대화방 언어: 대화방이나 게시글에서 보이는, 구어체에 가까운 언어.
- 휴대전화 문자 전송 언어: 휴대전화 문자에서 쓰이는 언어.

### 기타
- 이모티콘

## 참고 문헌
- 이정복(2000), “바람직한 통신 언어 확립을 위한 기초 연구”, 문화관광부 연구보고서.

## 같이 보기
- 비슷한 표기법
  - 외계어
  - 리트
  - 볼라퓌크 인코딩
- 속어
- 대한민국의 인터넷 신조어 목록